# برج شانغهاي
برج شنغهاي ((بالصينية: 上海中心大厦; البينيين: Shànghǎi Zhōngxīn Dàshà; بالترجمة الحرفية 'برج شنغهاى المركزى'))هو ناطحة سحاب شاهقة تحت الإنشاء في بودونغ، شنغهاي  صممه جينسلر، هو أطول من مجموعة من ثلاثة مبان شاهقة في بودونغ، وهما الآخران في برج جين ماو ومركز شنغهاي المالي العالمي. عند اكتماله في عام 2014، فإن بناء سيقترب من الوقوف 632 متر () عالية وسوف يشكل 121 طابقا، بمساحة أرضية إجمالية تبلغ 380,000 مترا مربعا.
في وقت تتصدر بها في شهر أغسطس عام 2013، وكان برج شنغهاي أطول مبنى في الصين والأعلى الثاني في العالم، تجاوز من قبل برج خليفة في دبي. بل هو أيضا أطول هيكل من أي نوع في الصين، متجاوزا 600 متر (2,000 قدم) برج كانتون في قوانغتشو. ومع ذلك، إذا تشانغشا سكاي سيتي، والذي من المقرر أن يصل ارتفاعها إلى 838 متر (2,749 قدم) ولكن لم تتلق بعد النهائي تخطط الموافقة، يتم الانتهاء من تخطيط وعلى الجدول الزمني (الماضي أعلنت عام 2014)، فإنه يتفوق على برج شنغهاي في الارتفاع.

## التخطيط

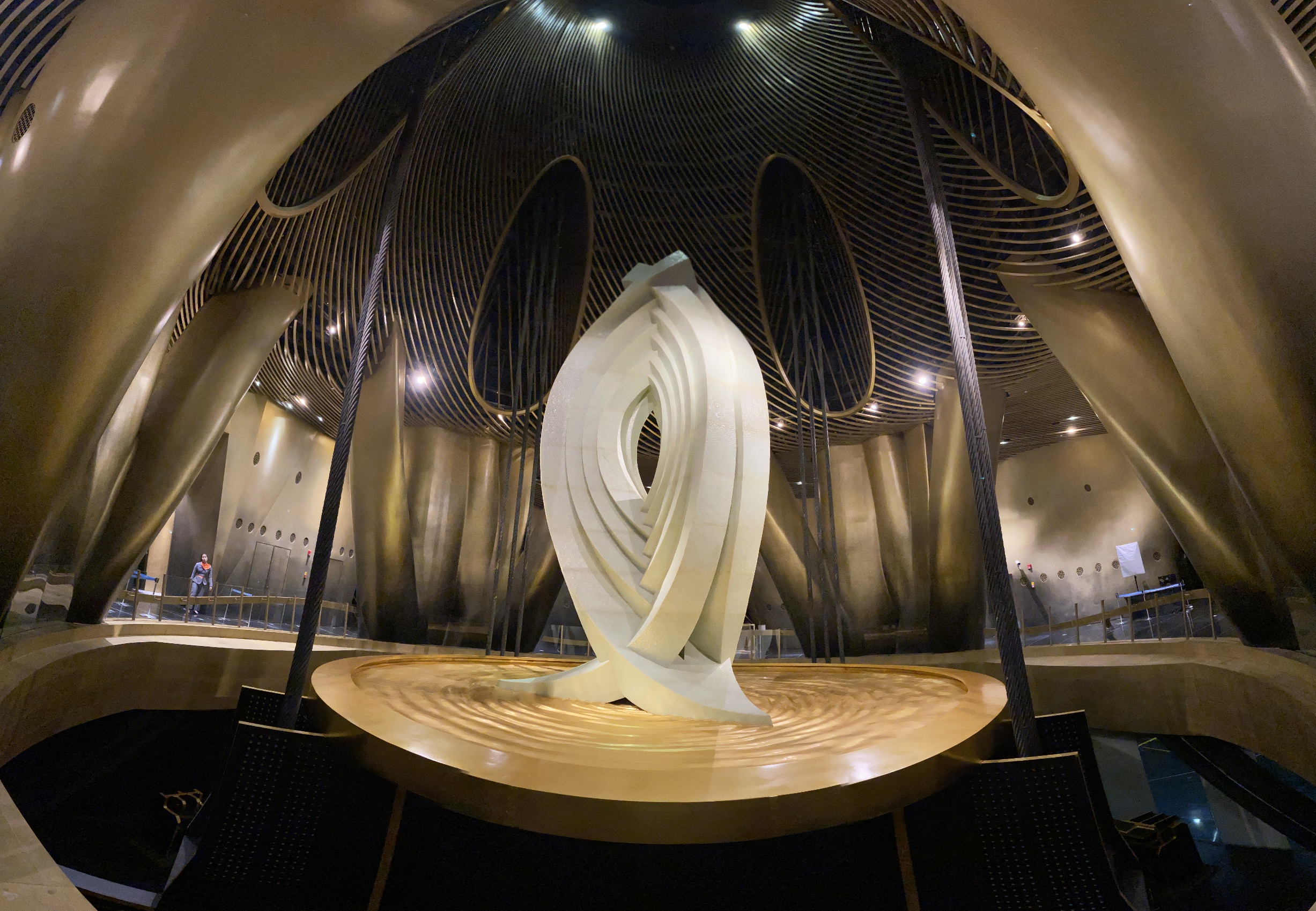
البرج من الداخل

نماذج التخطيط للجياتسوى الحي المالي التي يعود تاريخها إلى عام 1993 خطط لعرض مجموعة مقربة من ناطحات السحاب الشاهقة الثلاثة. أول هؤلاء، برج جين ماو، تم الانتهاء منه في عام 1998، افتتح مركز شنغهاي المالي العالمي المجاورة (SWFC) في عام 2008.

### التصميم
وقد تم تصميم برج شنغهاي من قبل الشركة المعمارية الأمريكية جينسلر، مع المهندس المعماري الصيني الذي تلقى تعليمه في الولايات المتحدة يونيو شيا لقيادة فريق التصميم. البرج يأخذ شكل أسطواني تسعة مبان مكدسة فوق بعضها البعض، ويبلغ مجموعها 121 طوابق، كل محاطة الطبقة الداخلية من الزجاج واجهة. بين ذلك والطبقة الخارجية، التي تلتف كلما ارتفعت، تسع مناطق داخلية ستوفر مساحة عامة للزوار. كل من هذه المجالات التسعة سيكون لها خاصة بها الأذين، ويضم حدائق والمقاهي والمطاعم والمساحات التجارية وستوفر إمكان الرؤية بزاوية 360 درجة من المدينة.
وسوف تكون كل الطبقات من الواجهة شفافة، وسيتم توفير مساحات التجزئة والاجتماعات الفورية في قاعدة البرج. الواجهة الشفافة هي ميزة للتصميم الفريد من نوعه، وذلك لأن معظم المباني لا تملك إلا واجهة واحدة باستخدام الزجاج العاكس للغاية لخفض امتصاص الحرارة، ولكن طبقة برج شنغهاي المزدوجة من الزجاج تلغي الحاجة لأي طبقة لتكون معتمة. لو فتحت مرة واحدة، فمن المتوقع أن البرج سوف يستوعب ما يصل إلى 16,000 شخص على أساس يومي.
في سبتمبر 2011، واليابان شركة جنوب شرقي ميتسوبيشي الكتريك كورب أعلنت أنها فازت بمناقصة لبناء نظام مصعد برج شنغهاي. سوف ميتسوبيشي الكتريك توريد جميع من 106 المصاعد في البرج، بما في ذلك ثلاثة نماذج عالية السرعة قادرة على السفر في1,080 متر (3,540 قدم) في الدقيقة –أي ما يعادل64.8 كيلومتر (40.3 ميل) في الساعة، أو 18 متر / ثانية. في وقت التثبيت الخاصة بهم في عام 2014، وأنها ستكون أسرع المصاعد داخل ناطحة سحاب في العالم (18 مترا / ثانية) ناحية المصاعد ذات الطابقين (10 متر / ثانية). سوف يشتمل المبنى أيضا على المصعد الحاصل على الرقم القياسى لأسرع مصعد في العالم عند578.5 متر (1,898 قدم), متجاوزا الرقم القياسي الذي عقد من قبل برج خليفة.
عند الانتهاء، سوف ينضم برج شنغهاي إلى برج جين ماو و SWFC لتشكيل أول تجمع متجاور في العالم من ثلاثة مبان شاهقة. وسوف يكون فندق جين جيانغ، ويقع بين الطابقين 84 و 110، سوف يكون أطول فندق في العالم في وقت انتهائه.

## تاريخ الإنشاء
في عام 2008، فإن الموقع - المدعو سابقا مجموعة القيادة  – وقد أعد للبناء، وتم إقامة حفل وضع حجر الأساس في 29 نوفمبر 2008, بعد أن اجتاز البرج دراسة الأثر البيئي. ويتم بناء البرج باستخدام التقنيات المستدامة لجعل المبنى صديقا للبيئة ويقلل من استخدام الطاقة.
تم استخدام عملية متكررة لتشكيل زلة لبناء طوابق برج الأساسية الطابق تلو الطابق. في أواخر نيسان 2011، وكان حديد التسليح للبرج قد ارتفع إلى الطابق 18، في حين أن الخراسانات لها قد وصلت إلى الطابق 15، وكان قد تم الانتهاء من تأطير الطوابق إلى الطابق الرابع. قبل أواخر ديسمبر 2011، كان قد تم الانتهاء من أساسات الأبراج، وكان البناء الصلب قد ارتفع فوق الأرض إلى الطابق 30. في أوائل فبراير 2012، كانت خرسانات المبنى الأساسية للبرج قد ارتفعت إلى ارتفاع 230 متر (750 قدم), مع الانتهاء من حوالي خمسين طابقا.
بحلول شهر مايو 2012، وقفت عمليات الإنشاء الأساسية البرج250 متر (820 قدم) عالية، في حين قد صيغت طوابق على ارتفاع200 متر (660 قدم). في أوائل سبتمبر 2012، عمليات الإنشاء الرئيسية قد وصلت إلى ذروة338 متر (1,109 قدم). بحلول نهاية عام 2012، وقد بلغ البرج الطابق 90، واقفا تقريبا425 متر (1,394 قدم) tall. قبل 11 أبريل 2013، وقد بلغ البرج 108 طابقا، ويقف على500 متر (1,600 قدم) .. وتتجاوز مرتفعات ناطحات السحاب الشاهقة اثنين المجاورة، وبرج جين ماو ومركز شنغهاي المالي العالمي.
طواقم البناء فامو بوضع الشعاع الهيكلي النهائي للبرج في 3 أغسطس 2013، وبالتالي تصدرو به كثاني أعلى برج مبنى في العالم. وقد أقيم حفل تتصدر التدريجي في موقع آخر شعاع. خلال الحفل، قال جينسلر المؤسس المشارك لآرت جينسلر أن:
| برج شانغهاي | برج شنغهاي يمثل طريقة جديدة لتعريف وخلق المدن. من خلال دمج أفضل الممارسات في مجال الاستدامة والتصميم عالي الأداء، من خلال دمج المبنى في النسيج الحضري لشنغهاي ورسم الحياة المجتمعية في المبنى، إعادة تعريف دور برج شنغهاي والمباني العالية في المدن المعاصرة، ويرفع من مستوى الجيل القادم من مبانى ذات ارتفاعات عالية الكفاءة. | برج شانغهاي |

المهندس المعماري الرئيسي للمشروع، يونيو شيا، قوله، «مع تحتل المرتبة الأولى من برج شنغهاي، وجياتسوى الثلاثي سيكون بمثابة تمثيل مذهل من ماضينا، حاضرنا ومستقبلنا لا حدود لها في الصين.» قو جيان بينغ، المدير العام لشركة شانغهاى لأبراج البناء، أعربت عن رغبه الشركة في «لتوفير أعلى مستوى من المكاتب عالية الجودة ومساحات التسوق، فضلا عن المساهمة في اكتمال وظائف مدينة ناطحات السحاب في المنطقة بأسرها». كما ألمح إلى إمكانية جيان بينغ لمستقبل المتحف العام في المبنى. ومن المقرر البناء الداخلي البرج الانتهاء منه في عام 2014، وأنها ستفتح للجمهور في عام 2015.

### القضايا
في الأشهر الأولى من عام 2012، بدأت تظهر تصدعات كبيرة في الأرض بالقرب من موقع بناء البرج. ونسبت هذه على انخساف الأرض، والتي كان من المحتمل الناجم عن الإفراط في استخراج المياه الجوفية في منطقة شنغهاي، بدلا من وضع الأسباب لوزن برج شنغهاي.

### معرض صور البناء

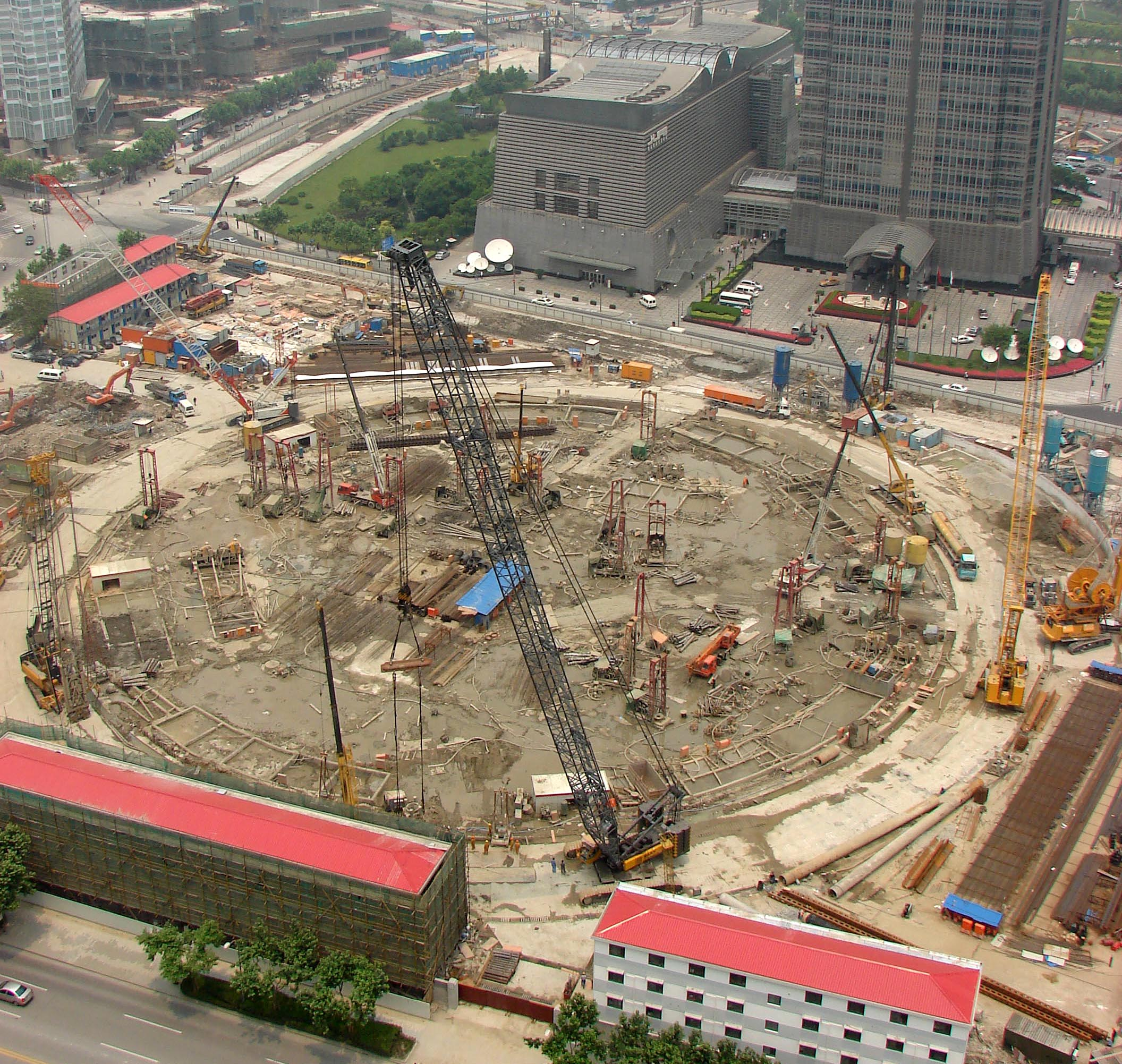
جوان 2009.
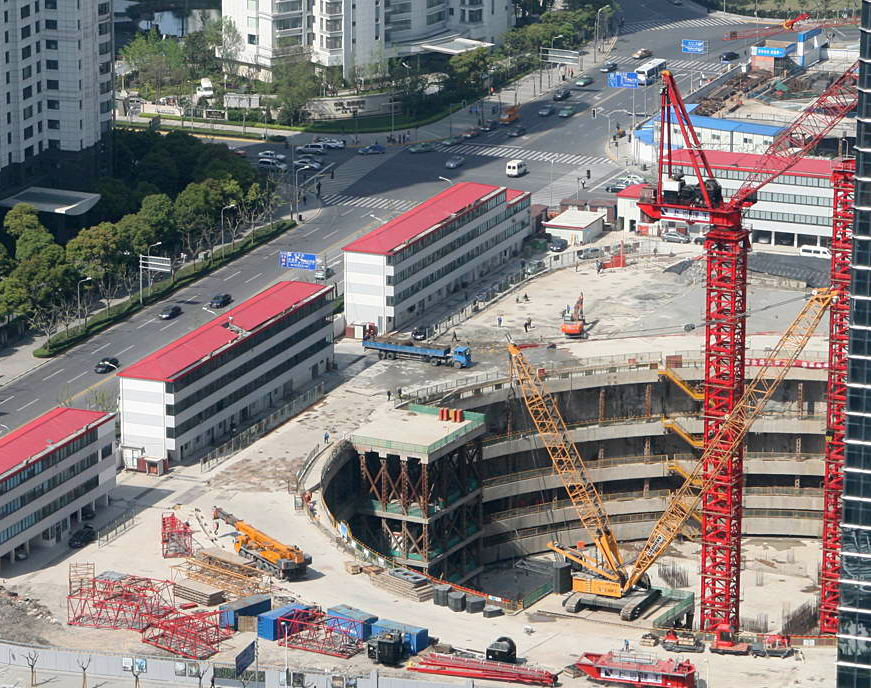
أفريل 2010.
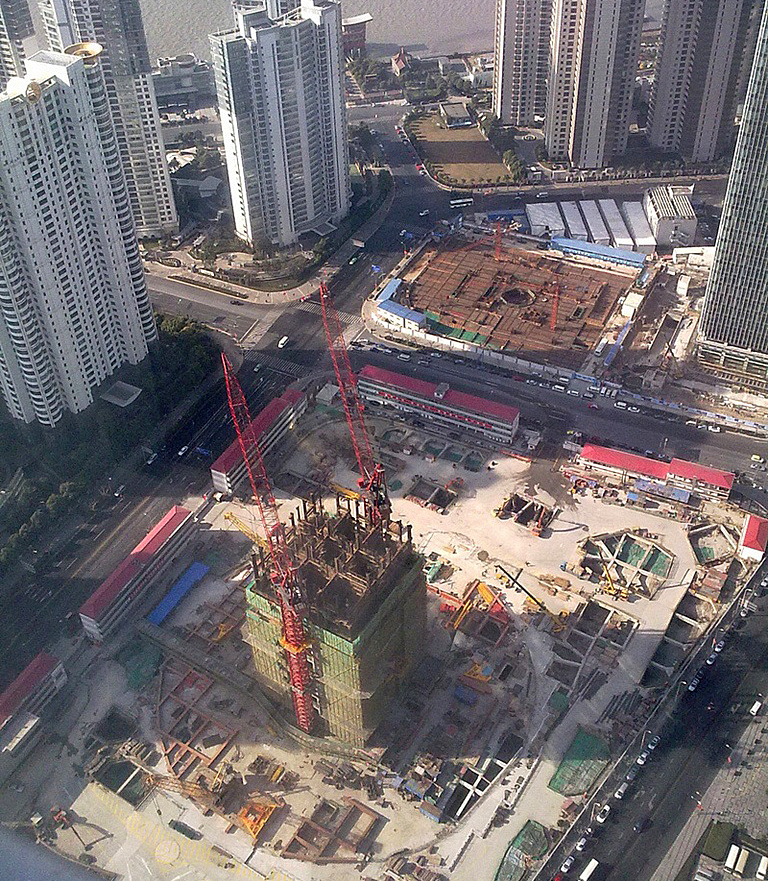
جانفي 2011.
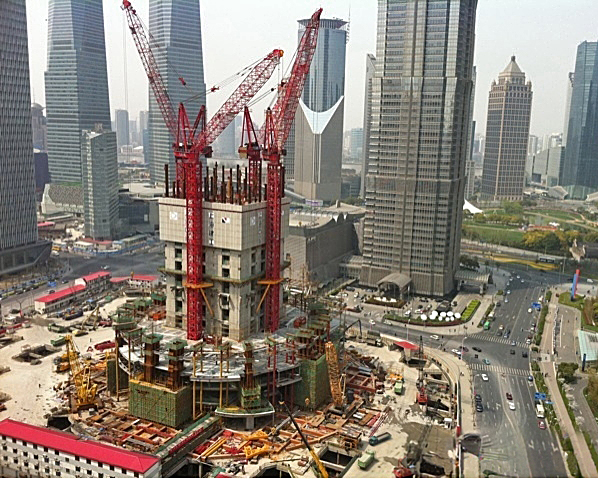
أفريل 2011.
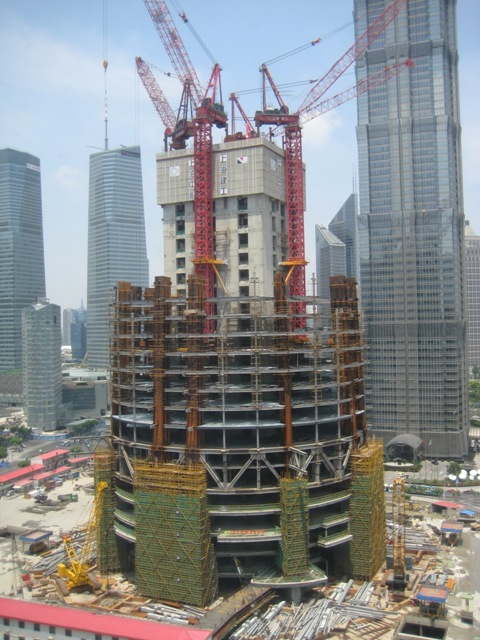
جويلية 2011.
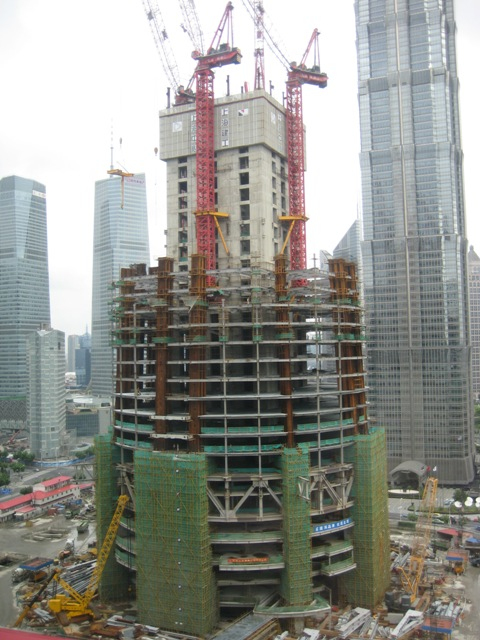
أوت 2011.
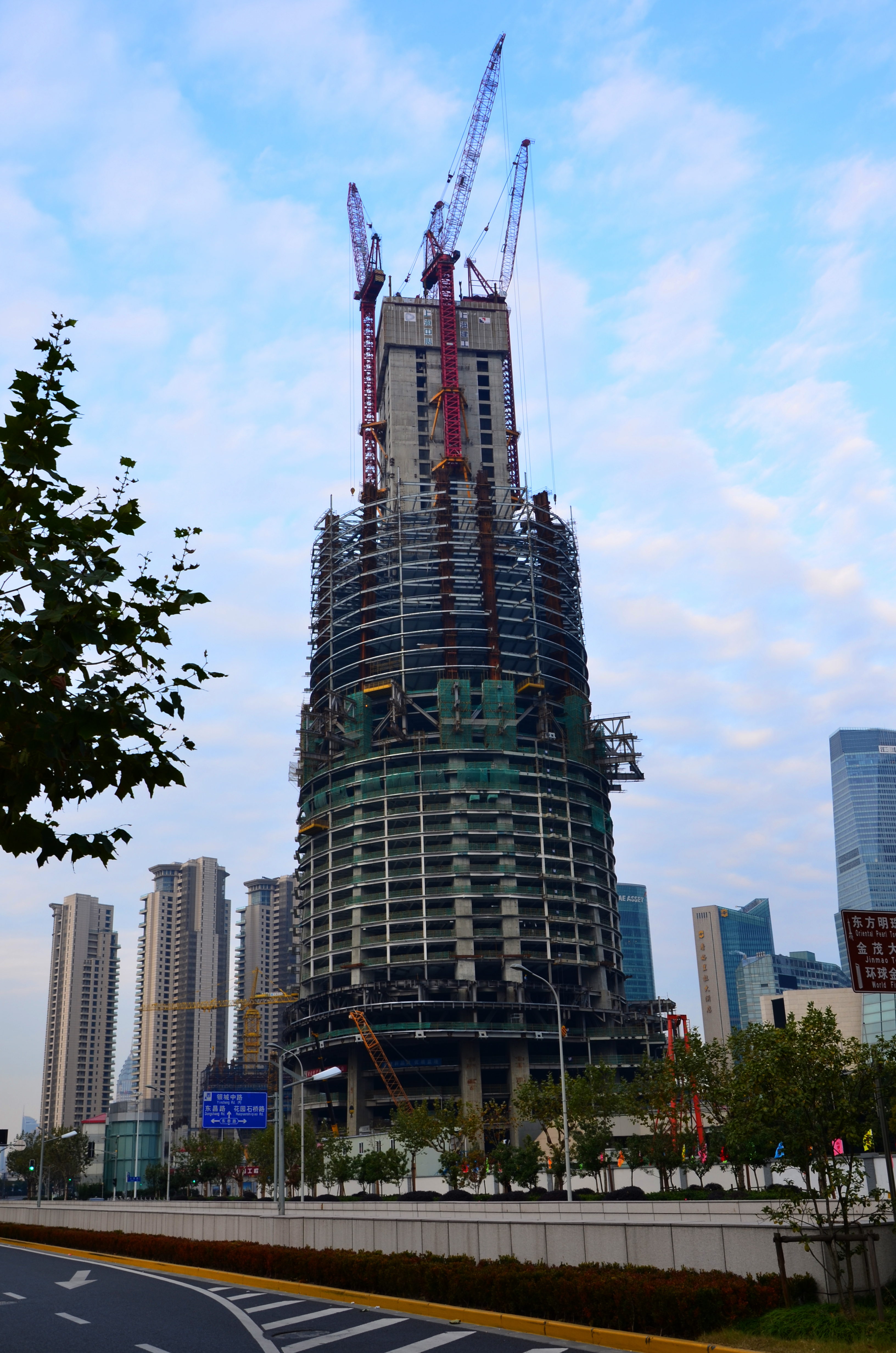
ديسمبر 2011.
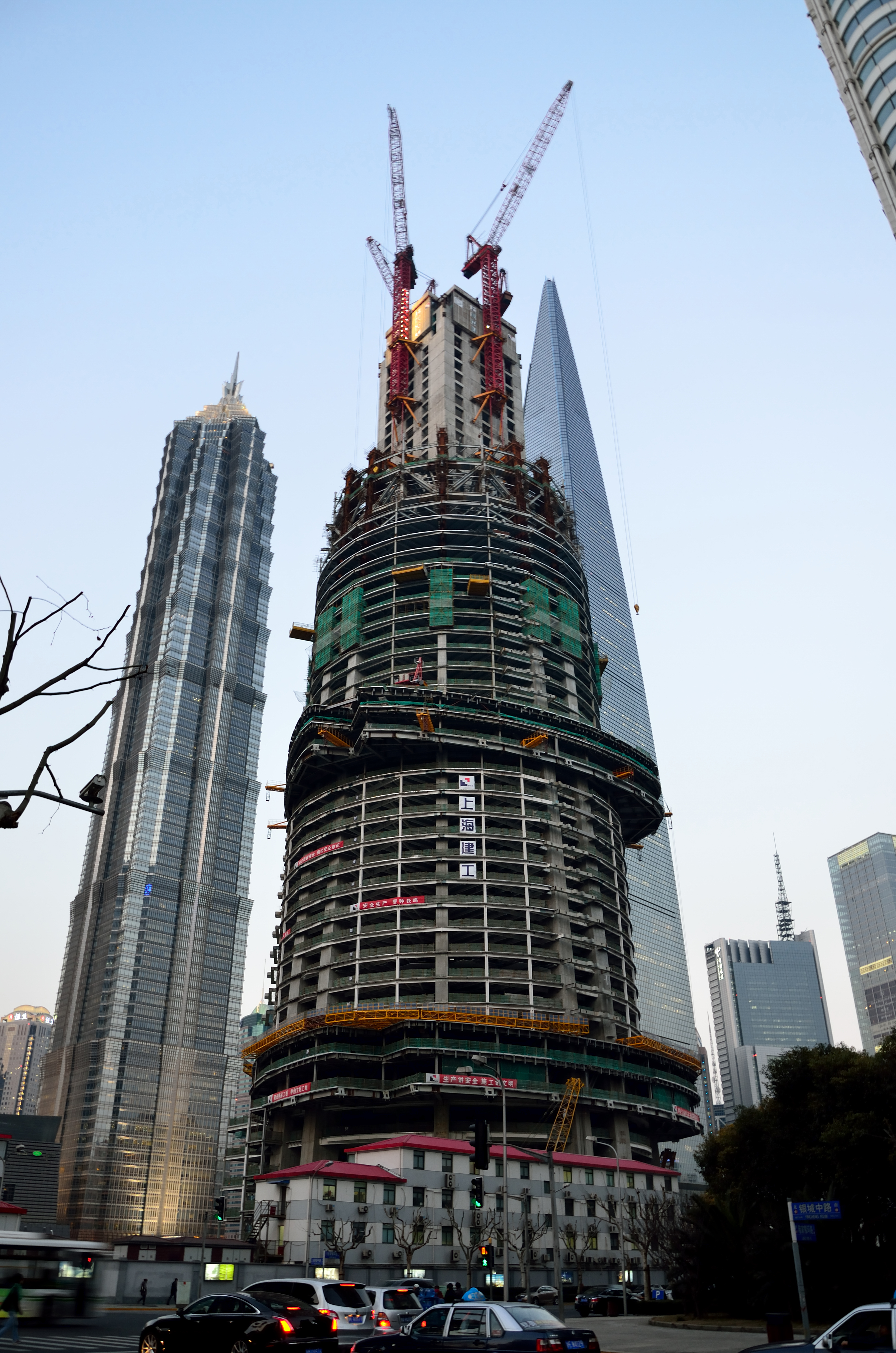
مارس 2012.
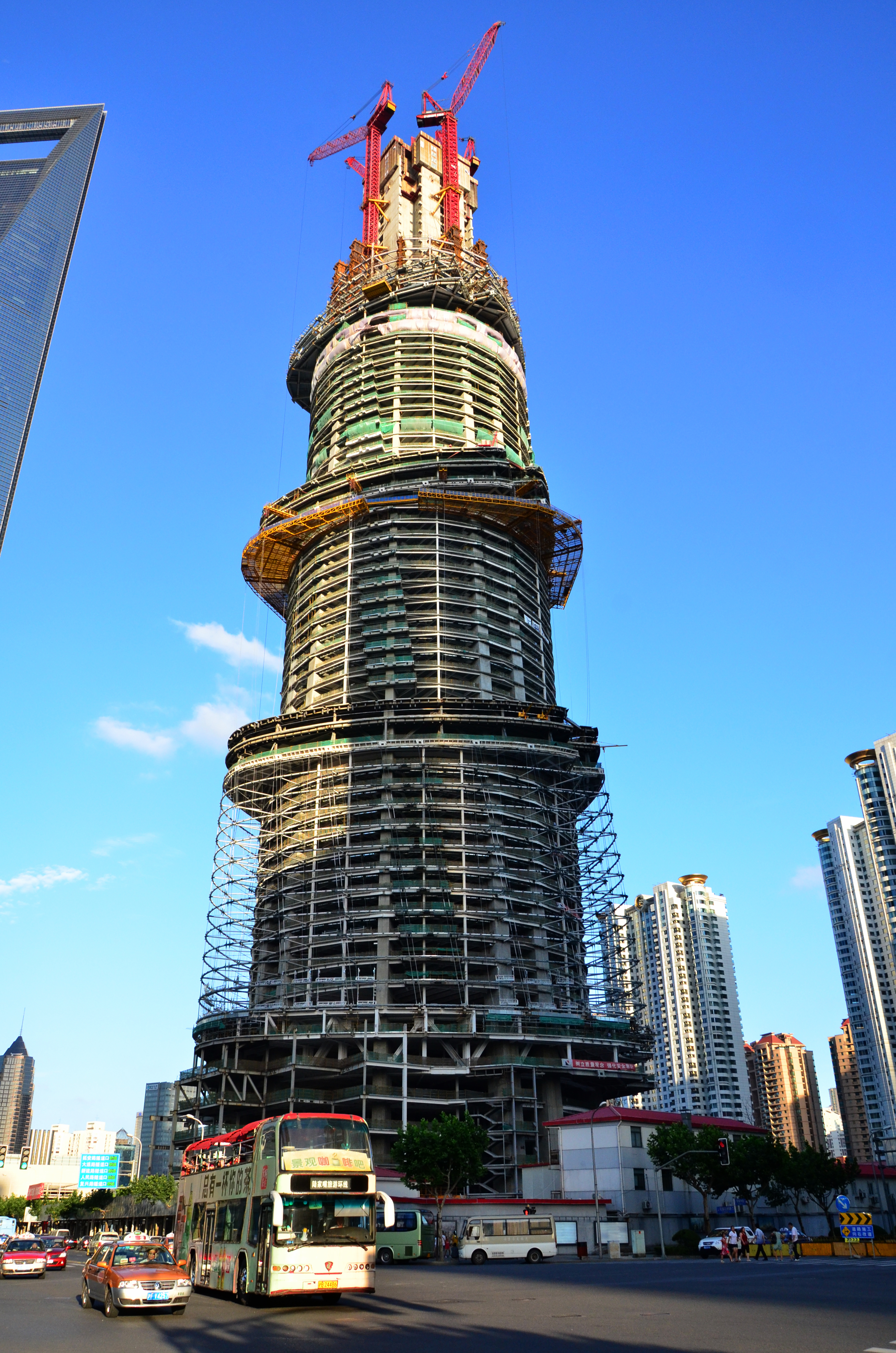
جويلية 2012.
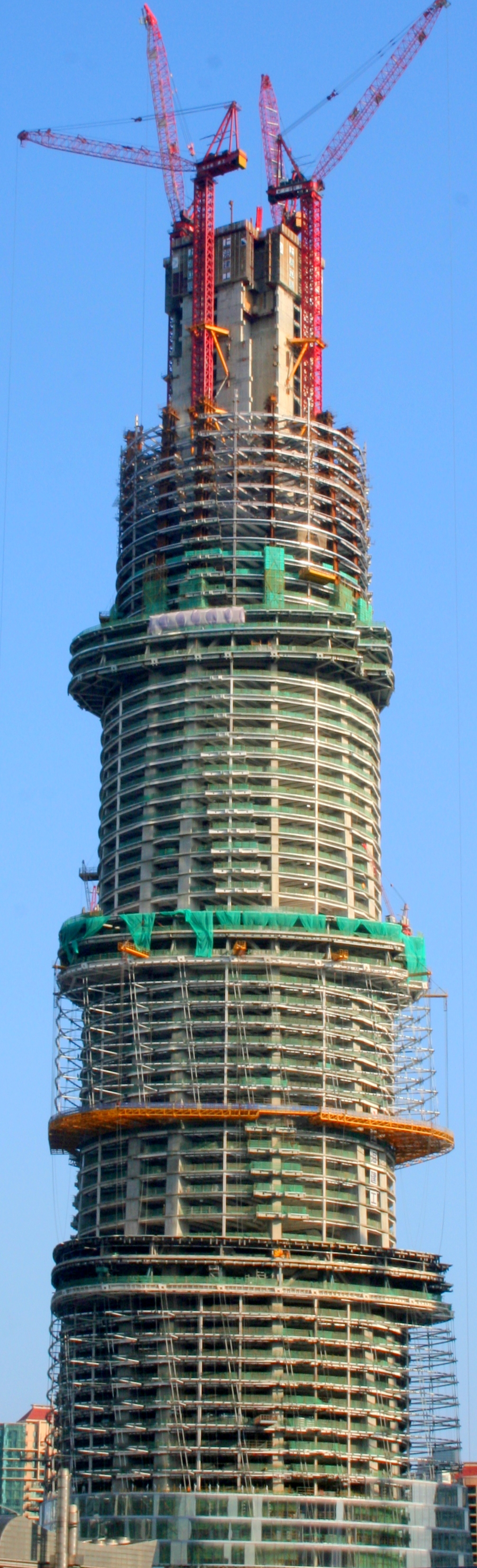
أوت 2012.
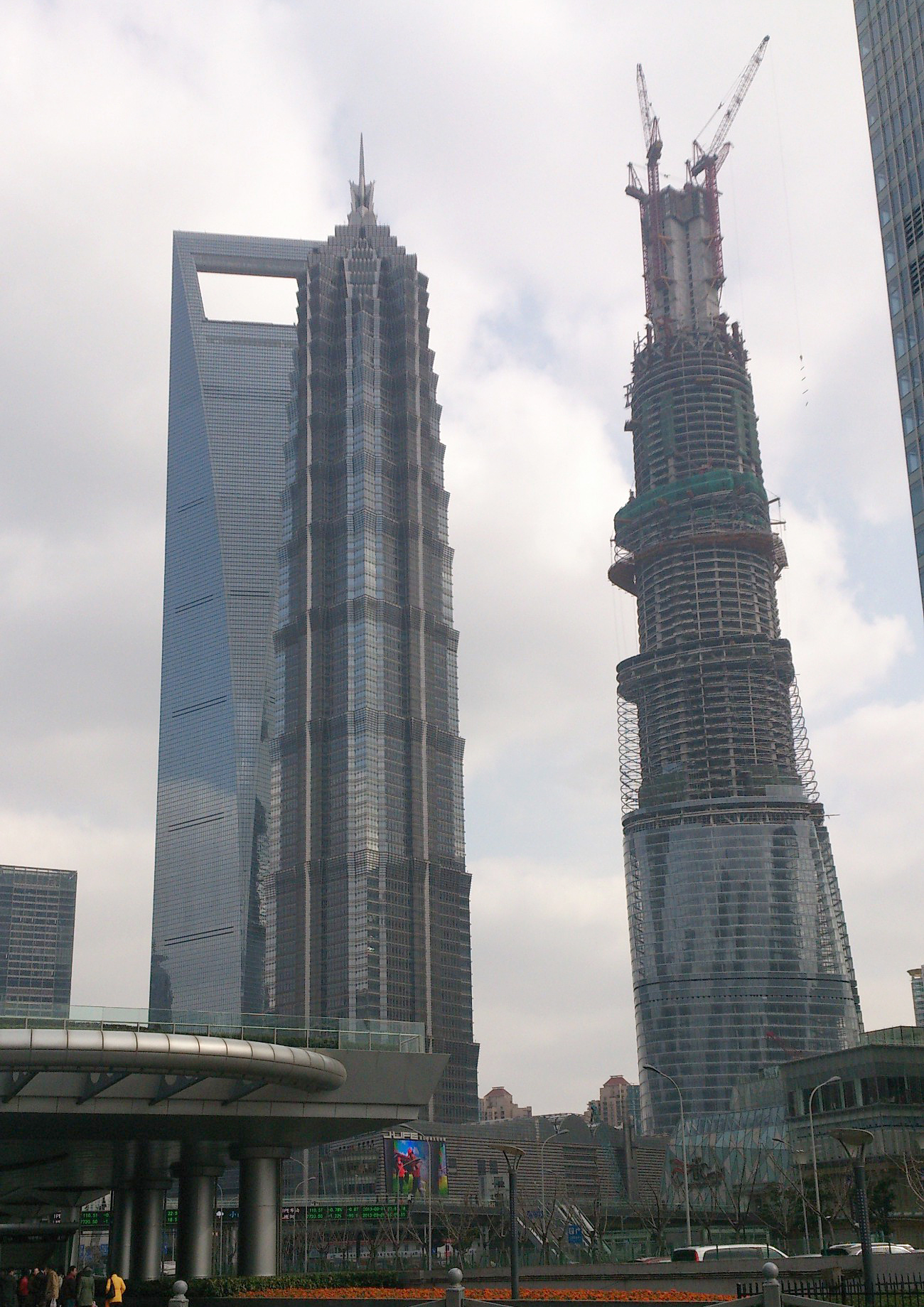
مارس 2013.
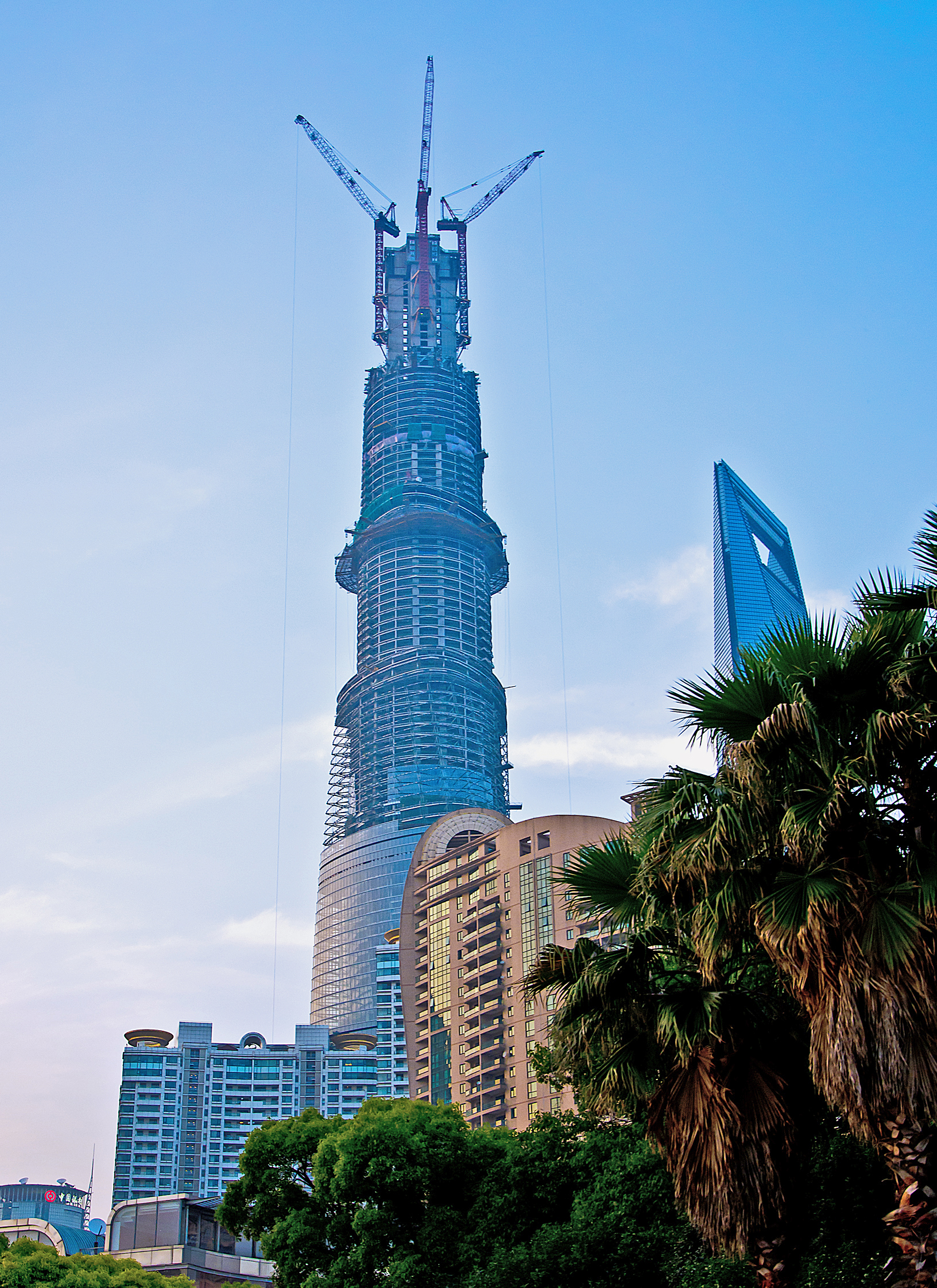
ماي 2013.
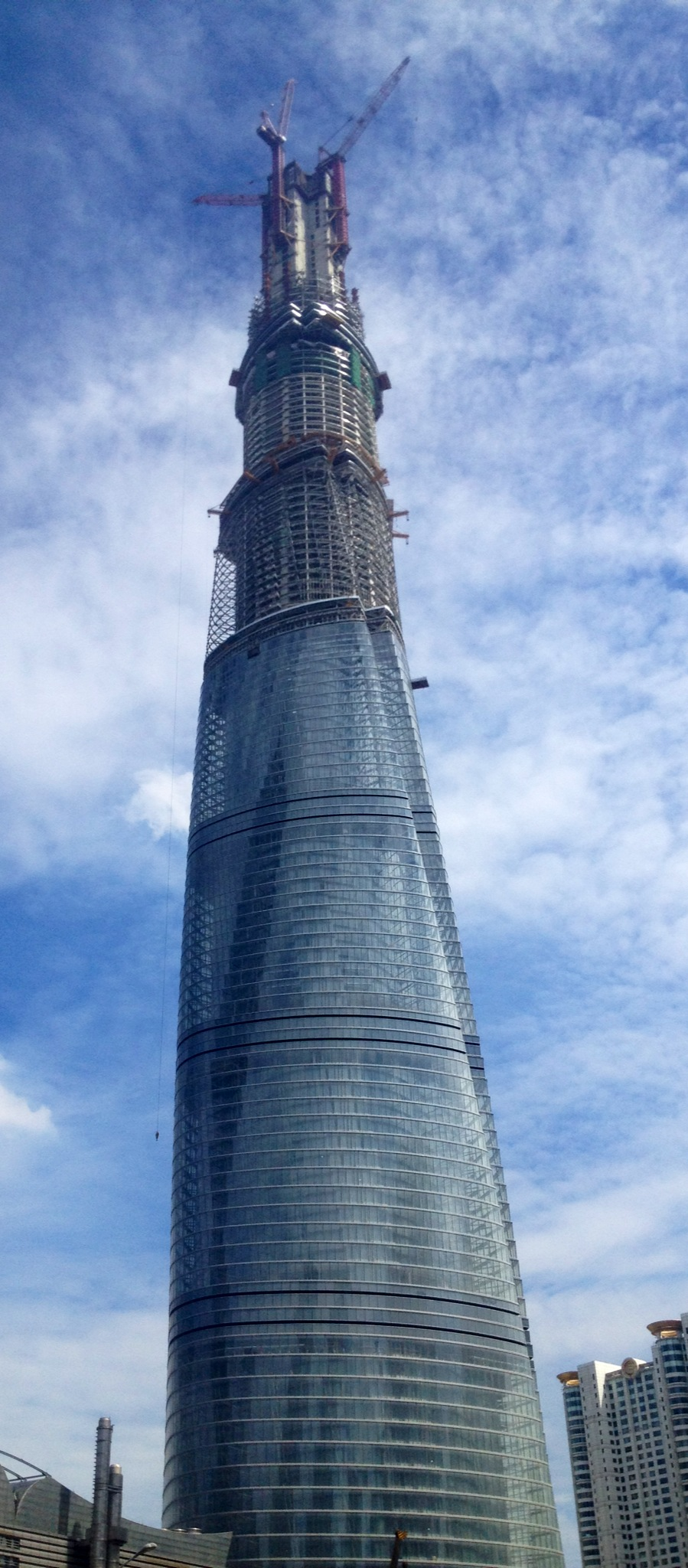
أوت 2013.
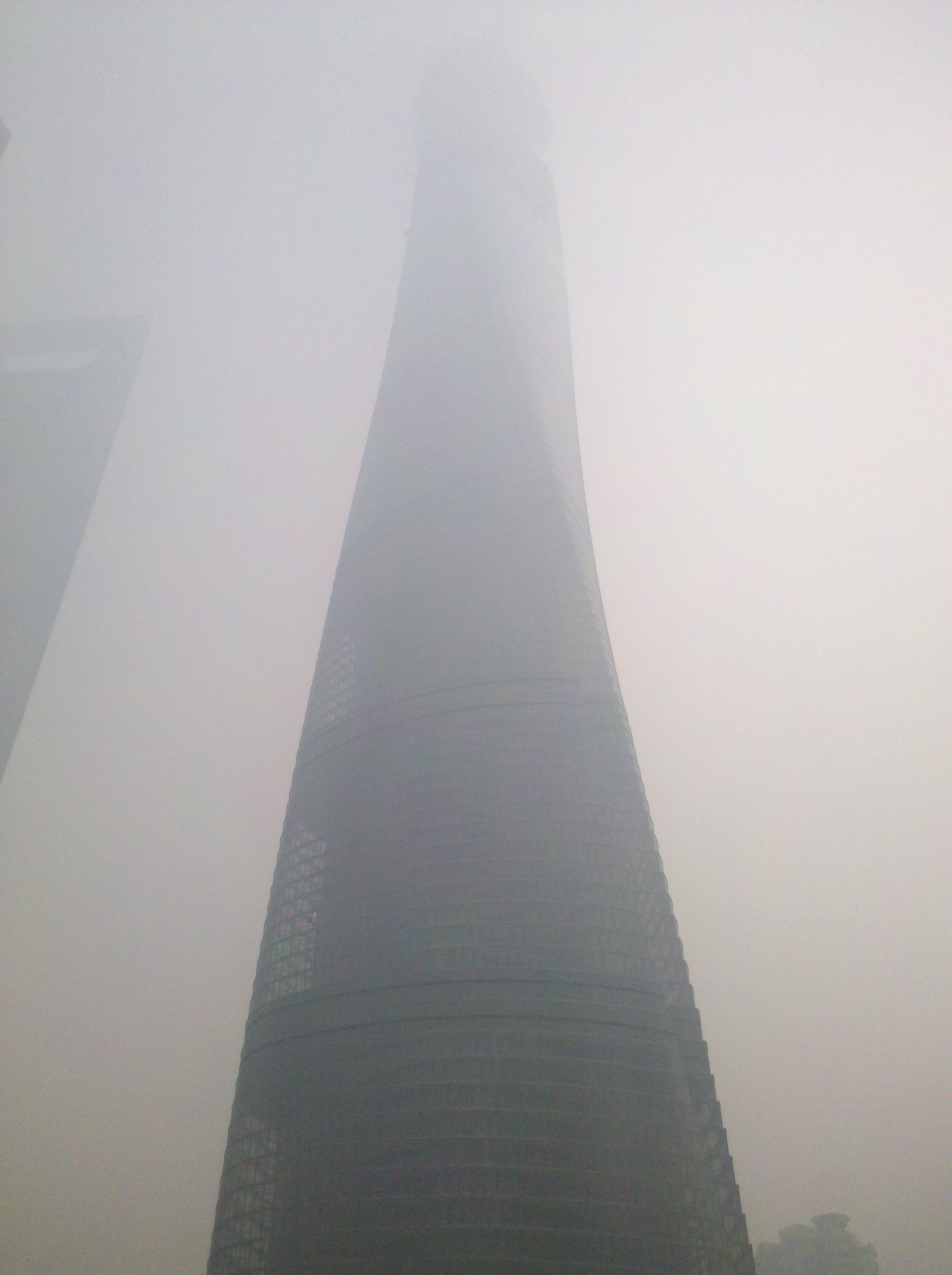
ديسمبر 2013.
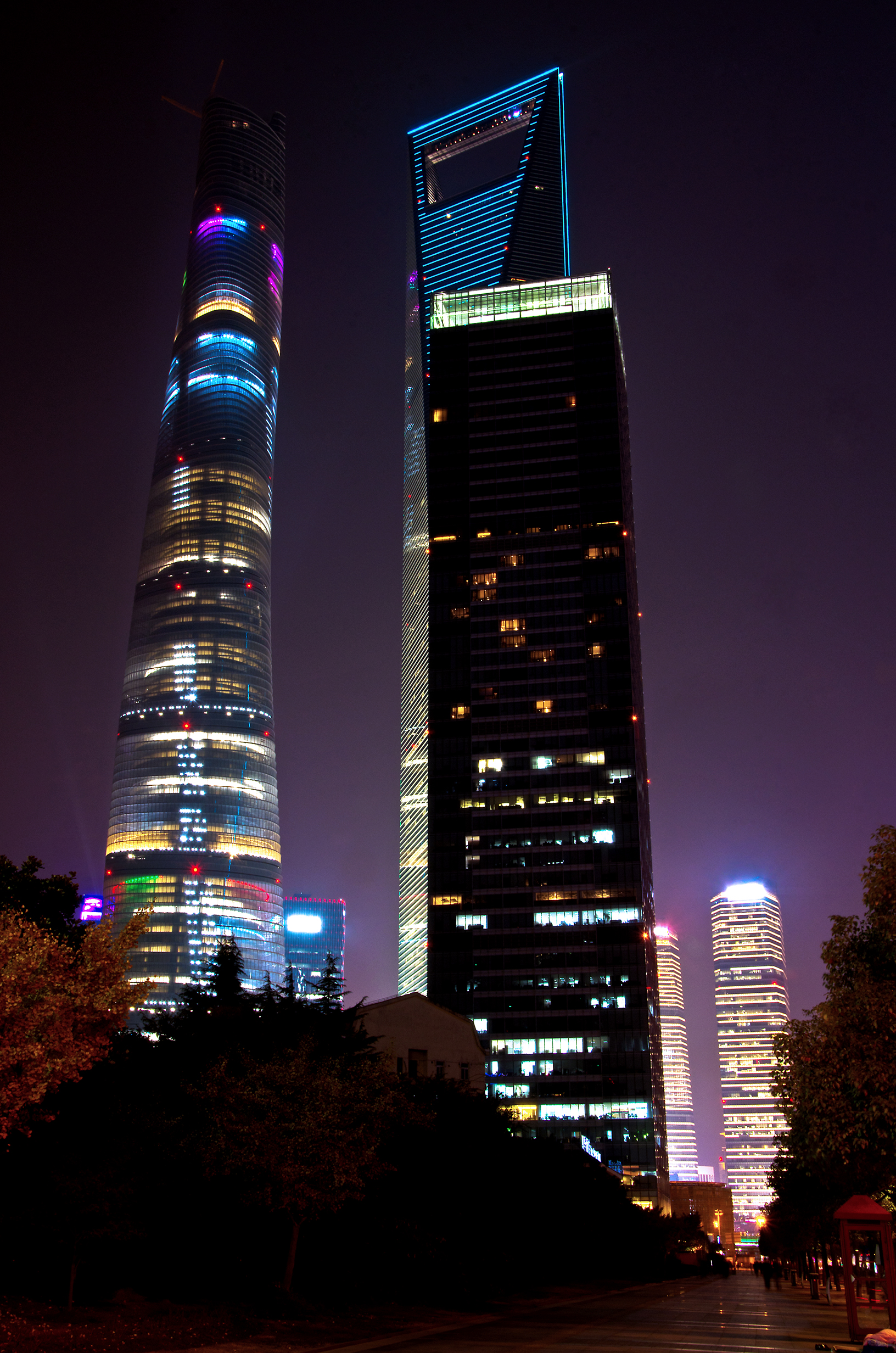
ديسمبر 2014.

## الروابط الخارجية
- الموقع الرسمي
- Gensler blog entries on the Shanghai Tower
- "INTERVIEW: Gensler's Chris Chan on the Sustainable Shanghai Tower, Asia's Tallest Skyscraper". Inhabitat. 15 December 2011. Retrieved 29 July 2013.

| السجلات                          | السجلات                                                       | السجلات   |
| -------------------------------- | ------------------------------------------------------------- | --------- |
| سبقه مركز شانغهاي المالي العالمي | Tallest building in China ‏ 2013–Present 632 متر (2,073 قدم)   | تبعه None |
| سبقه مركز شانغهاي المالي العالمي | قائمة أطول المباني في شنغهاي 2013–Present 632 متر (2,073 قدم) | تبعه None |